# يوآب لولر
يوآب لولر (بالإنجليزية: Joab Lawler)‏ (و. 1796 – 1838 م) هو سياسي من الولايات المتحدة الأمريكية. ولد في مقاطعة يونيون (كارولاينا الشمالية).
وهو عضو في الحزب الديمقراطي الأمريكي وحزب اليمين.